# Codex Runicus

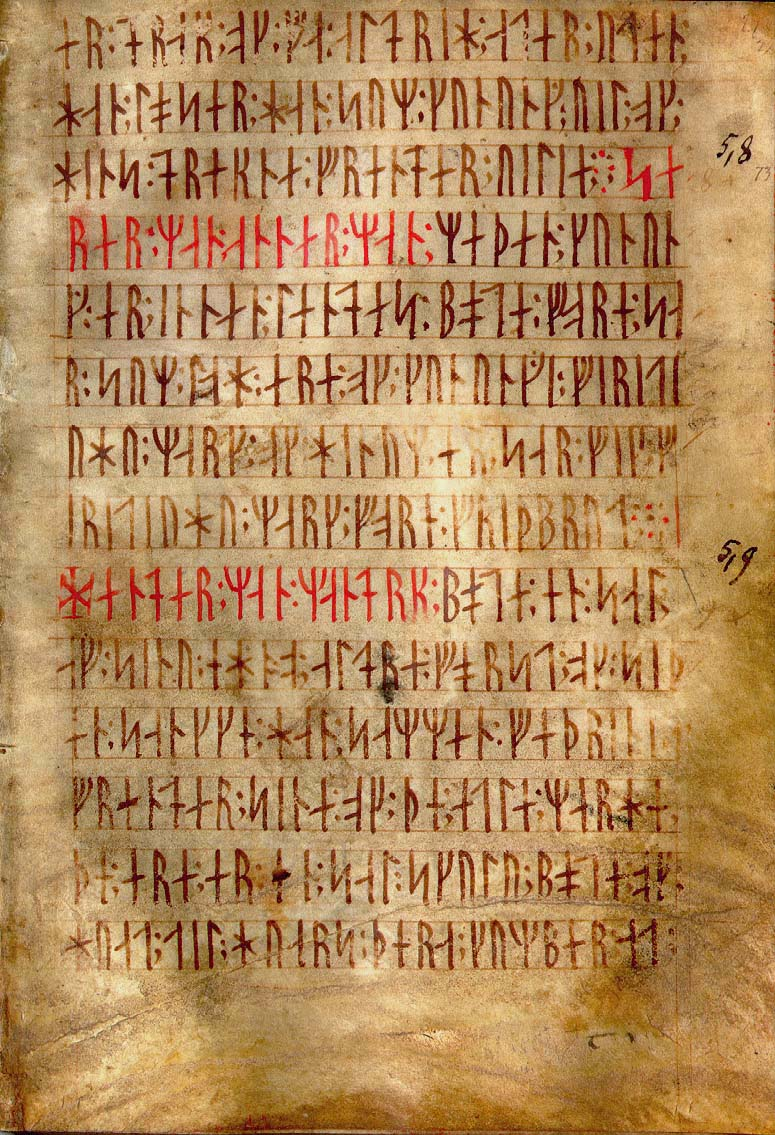
Seite aus dem Codex Runicus (f. 27 r.)

Der Codex Runicus ist ein 202-seitiger Kodex, der um das Jahr 1300 in skandinavischen Runen verfasst wurde.
Er beinhaltet das älteste erhaltene skandinavische Landesrecht, das Schonische Recht (Skånske lov).
Der Codex Runicus ist einer der wenigen auf Pergament geschriebenen Runentexte und ist unter der Signatur AM 28 8vo heute Teil der Arnamagnäanischen Sammlung.

## Ausführung

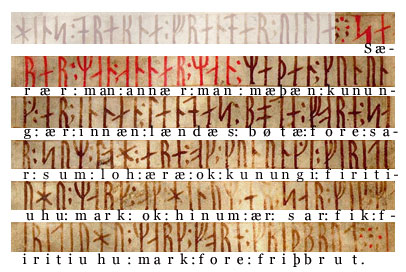
Transliteration der ersten Rubrik von f. 27 r

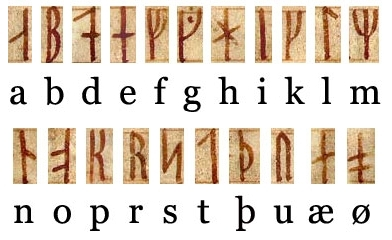
Runen (Übersicht)

Die Initialen des Manuskripts sind in verschiedenen Farben ausgeführt, die Rubriken (Überschriften) in rot.
Beim mittelalterlichen skandinavischen Runenalfabet wird jedem Phonem der dänischen Sprache ein Zeichen zugeordnet. Einige Zeichen des älteren Futhark werden dabei durch neue ersetzt, so etwa eine „punktierte“ k-Rune für das g und eine t-Rune mit Querbalken für das d.
Die Runen selbst sind zwar leicht gerundet, jedoch alles in allem nur wenig an die Bedürfnisse des Schreibens mit Tinte und Pergament angepasst. Gerundete Formen von Runen kommen zudem auch anderswo vor.
Eine kontinuierliche Verwendung von Runen in Skandinavien von der Wikingerzeit bis ins hohe Mittelalter ist damit also nicht belegt.
Vom einzigen anderen bekannten skandinavischen Runenmanuskript aus dieser Zeit ist nur ein kurzes Fragment („SKB A 120“) erhalten. Es handelt sich um eine Marienklage. Beide Manuskripte ähneln sich sowohl in der Form der Runen als auch der verwendeten Sprache. Das lässt darauf schließen, dass sie entweder von demselben schonischen Künstler geschrieben wurden, oder zumindest im selben Skriptorium entstanden.

## Inhalt
Das Manuskript besteht aus drei großen Teilen: dem Schonischen Recht (fol. 1–82), dem Schonischen Kirchenrecht (fol. 84–91), hinzu kommt ein historischer Teil mit einer Chronik der Dänischen Könige von Frotho I., dem Sohn des legendären Königs Hadding, bis zu Erik VI. (fol. 92–97) und einer Beschreibung der Dänisch-Schwedischen Grenze (fol. 97–100).
Der Text der ersten Rubrik von Seite 27r lautet beispielsweise:
Særær man annær man mæþæn kunung ær innæn lændæs bøtæ fore sar sum loh æræ :ok kunungi firitiuhu mark ok hinum ær sar fik firitiuhu mark fore friþbrut.
(Wenn ein Mann einen anderen Mann verwundet, während der König im Land ist, soll er eine Strafe für die Wunde bezahlen nach dem Gesetz, und 40 Mark an den König und für den Bruch des Friedens 40 Mark an denjenigen, den er verwundet hat.)
Die beiden Gesetzestexte wurden wohl vom selben Schreiber verfasst, während das geschichtliche Material des Codex, von Blatt 92 an, wahrscheinlich zu einem späteren Zeitpunkt von jemand anderem eingefügt wurde.

## Drømte mik en drøm i nat

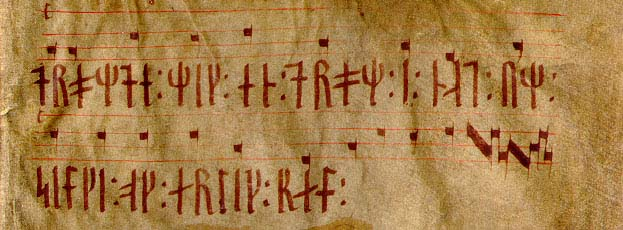
Ausschnitt der letzten Seite mit dem Lied „Drømte mig en drøm i nat“

Auf der letzten Seite der Handschrift befindet sich ein Vers mit Noten (Neumen) – die älteste musikalische Notation, die in Skandinavien gefunden wurde.  Die Deutung ist jedoch unklar.
Der Text lautet:

„Drømde mik æn drøm i nat
um silki ok ærlik pæl“

„Ich träumte letzte Nacht einen Traum
von Seide und feinem Pelz / von Recht und ehrlichem Spiel“

Die Melodie war einige Jahre das Pausensignal bei Danmarks Radio.